# Nepenthales
Nepenthales (Dumort., 1829) è un ordine di piante carnivore della sottoclasse Dilleniidae.

## Tassonomia
Il sistema Cronquist assegna all'ordine Nepenthales tre famiglie:
- Droseraceae
- Nepenthaceae
- Sarraceniaceae

La classificazione APG non riconosce questo taxon in quanto polifiletico ed assegna Droseraceae e Nepentaceae all'ordine Caryophyllales e Sarraceniaceae all'ordine Ericales.